# Isola di Otter (Alaska)
Otter è una piccola isola del gruppo delle Pribilof, che si trovano a nord dell'arcipelago delle Aleutine, tra l'Alaska e la Russia. Otter si trova circa 10 km a sud-ovest dell'isola di St. Paul. L'isola è disabitata e appartiene all'Alaska (USA).
Il nome inglese è stato tradotto dalla denominazione russa Bobrovye pubblicata dal capitano Mihail Nikolaevič Vasil'ev della Marina imperiale russa (1829) , benché otter significhi "lontra" (in russo: выдровые, vydrovye)  e bobrovye (бобровые) invece "castoro", e sarebbe quindi beaver in inglese.